# Solsheden
Solsheden är ett natur- och kulturområde i Gagnef i Dalarna. Området ligger på en rullstensås, Badelundaåsen, och gränsar till Österdalälven i väster och söder. Dalarnas äldsta hembygdsgård är en del av området, liksom platsen för det årliga midsommarfirandet i Gagnef samt Ängsholns folkpark.

## Bilder

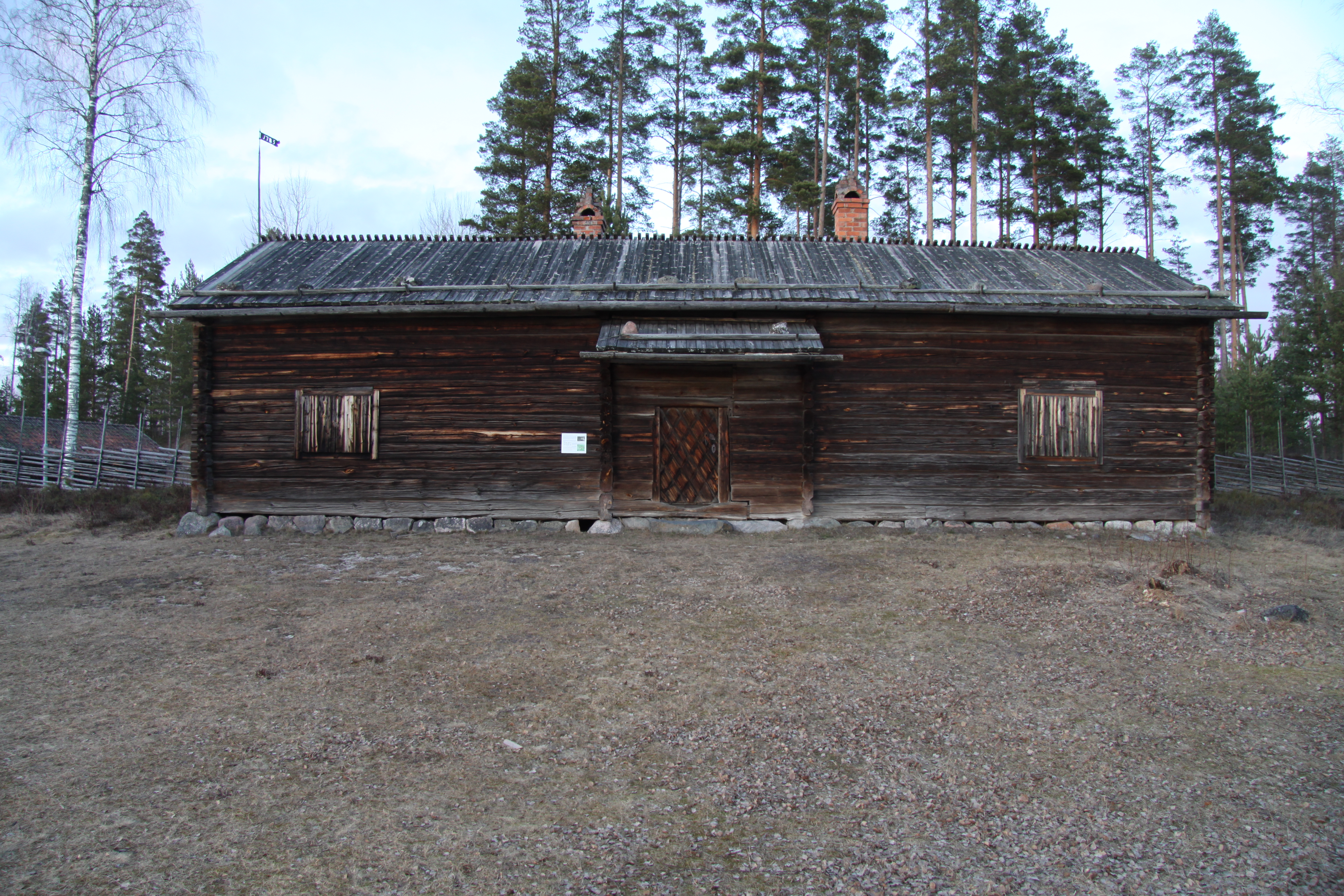
Hembygdsgårdens storstuga på Solsheden

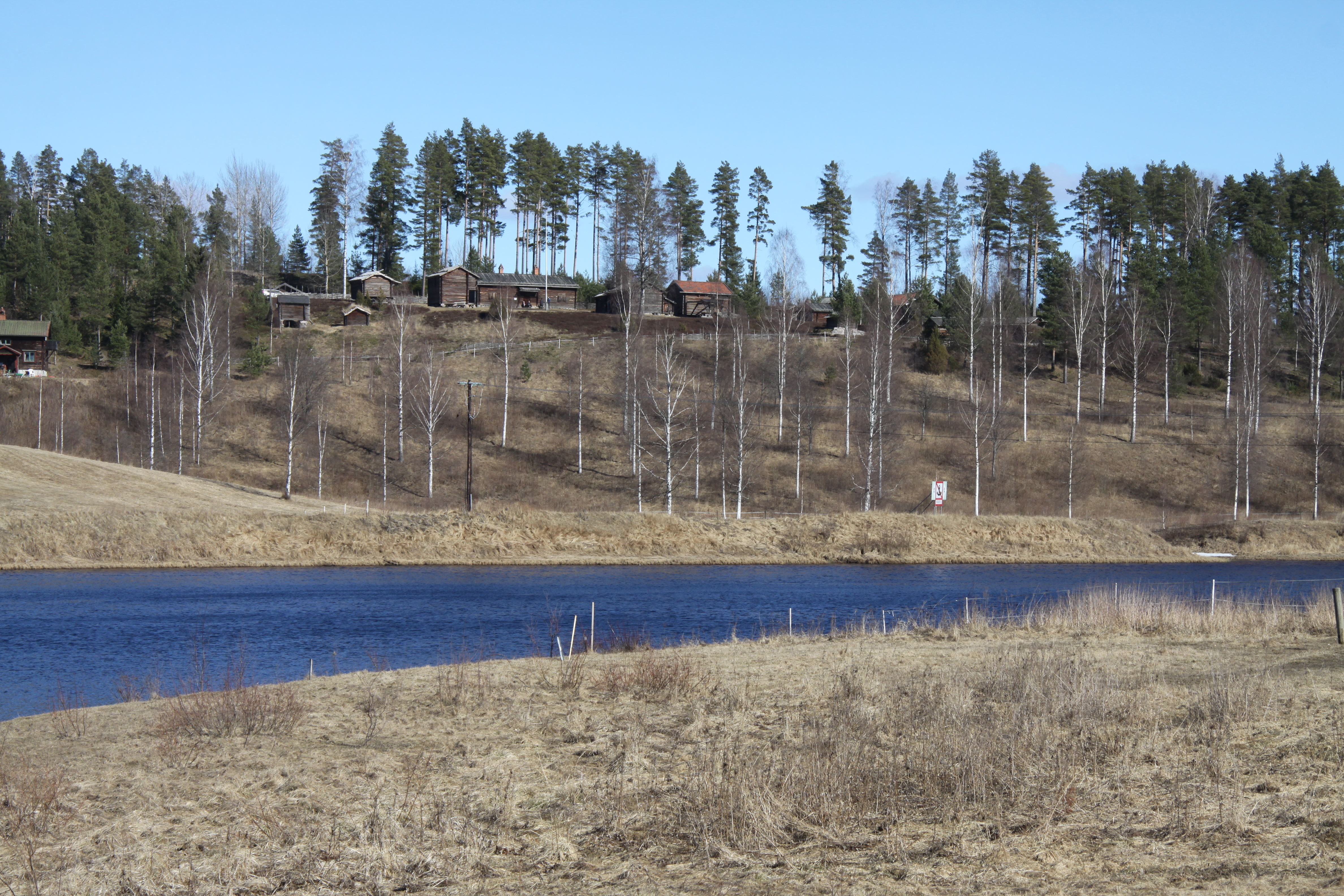
Österdalälven i Gagnef med Badelundaåsen i bakgrunden